# All-Star Game de la ABA 1969
El segundo All-Star Game de la ABA de la historia se disputó el día 28 de enero de 1969 en el Convention Center de la ciudad de Louisville, Kentucky. El equipo de la Conferencia Este estuvo dirigido por Gene Rhodes, entrenador de Kentucky Colonels y el de la Conferencia Oeste por Alex Hannum, de Oakland Oaks. La victoria correspondió al equipo del Oeste, por 133-127, siendo elegido MVP del All-Star Game de la ABA el ala-pívot de los Dallas Chaparrals John Beasley, que consiguió 19 puntos y 14 asistencias. El partido fue seguido en directo por 5.407 espectadores.

## Estadísticas

### Conferencia Oeste
| CONFERENCIA OESTE      |                        |     |     |     |     |     |     |     |     |
| Jugador                | Equipo                 | MIN | TCA | TCI | TLA | TLI | REB | AST | PTS |
| John Beasley           | Dallas Chaparrals      | 29  | 8   | 12  | 3   | 3   | 14  | 2   | 19  |
| Byron Beck             | Denver Rockets         | 27  | 7   | 13  | 0   | 0   | 10  | 1   | 14  |
| Doug Moe               | Oakland Oaks           | 26  | 6   | 13  | 5   | 8   | 6   | 6   | 17  |
| Larry Jones            | Denver Rockets         | 25  | 4   | 9   | 5   | 8   | 5   | 9   | 14  |
| Larry Brown            | Oakland Oaks           | 25  | 1   | 7   | 3   | 5   | 0   | 7   | 5   |
| Red Robbins            | New Orleans Buccaneers | 21  | 8   | 14  | 3   | 4   | 5   | 1   | 19  |
| Warren Davis           | Los Angeles Stars      | 20  | 3   | 8   | 0   | 0   | 7   | 2   | 6   |
| Jimmy Jones            | New Orleans Buccaneers | 18  | 4   | 11  | 6   | 6   | 1   | 2   | 14  |
| Willie Somerset        | Houston Mavericks      | 17  | 2   | 7   | 2   | 2   | 3   | 3   | 6   |
| Rick Barry             | Oakland Oaks           | 12  | 3   | 9   | 4   | 5   | 3   | 1   | 10  |
| Mervin Jackson         | Los Angeles Stars      | 11  | 1   | 3   | 1   | 4   | 2   | 1   | 3   |
| Wayne Hightower        | Denver Rockets         | 9   | 1   | 2   | 4   | 4   | 5   | 0   | 6   |
| Total                  |                        | 240 | 48  | 108 | 36  | 46  | 61  | 35  | 133 |
| Entrenador Alex Hannum | New Orleans Buccaneers |     |     |     |     |     |     |     |     |

MIN: Minutos. TCA: Tiros de campo anotados. TCI: Tiros de campo intentados. TLA: Tiros libres anotados. TLI: Tiros libres intentados. REB: Rebotes. AST: Asistencias. PTS: Puntos

### Conferencia Este
| CONFERENCIA ESTE       |                   |           |           |           |           |           |           |           |           |
| Jugador                | Equipo            | MIN       | TCA       | TCI       | TLA       | TLI       | REB       | AST       | PTS       |
| Louie Dampier          | Kentucky Colonels | 38        | 5         | 14        | 3         | 3         | 2         | 6         | 14        |
| Mel Daniels            | Indiana Pacers    | 31        | 5         | 16        | 7         | 10        | 10        | 2         | 17        |
| Donnie Freeman         | Miami Floridians  | 27        | 7         | 13        | 7         | 7         | 6         | 7         | 21        |
| Darel Carrier          | Kentucky Colonels | 26        | 5         | 12        | 8         | 10        | 4         | 5         | 19        |
| Bob Netolicky          | Indiana Pacers    | 26        | 5         | 9         | 3         | 5         | 12        | 1         | 13        |
| Les Hunter             | Miami Floridians  | 22        | 5         | 10        | 2         | 2         | 6         | 0         | 12        |
| Walt Simon             | New York Nets     | 21        | 8         | 11        | 2         | 3         | 4         | 1         | 18        |
| Skip Thoren            | Miami Floridians  | 17        | 1         | 4         | 0         | 0         | 5         | 2         | 2         |
| Trooper Washington     | Minnesota Pipers  | 15        | 2         | 5         | 2         | 2         | 5         | 1         | 6         |
| Goose Ligon            | Kentucky Colonels | 12        | 0         | 2         | 3         | 4         | 3         | 0         | 3         |
| Charles Williams       | Minnesota Pipers  | 5         | 0         | 2         | 2         | 2         | 0         | 1         | 2         |
| Connie Hawkins         | Minnesota Pipers  | lesionado | lesionado | lesionado | lesionado | lesionado | lesionado | lesionado | lesionado |
| Total                  |                   | 240       | 43        | 98        | 39        | 48        | 57        | 26        | 127       |
| Entrenador Gene Rhodes | Kentucky Colonels |           |           |           |           |           |           |           |           |

MIN: Minutos. TCA: Tiros de campo anotados. TCI: Tiros de campo intentados. TLA: Tiros libres anotados. TLI: Tiros libres intentados. REB: Rebotes. AST: Asistencias. PTS: Puntos